# Paullinia navicularis
Paullinia navicularis là một loài thực vật thuộc họ Sapindaceae. Đây là loài đặc hữu của Ecuador.